# رودولف کوپیتز
رودولف کوپیتز (۴ ژانویه ۱۸۸۴ – ۸ ژوئیه ۱۹۳۶) (به آلمانی: Rudolf Koppitz) که بیشتر به عنوان یک هنرمند وینی یا اتریشی شناخته می‌شود، یک عکاس جدایی‌طلب بود که تحت‌تأثیر شیوه‌های عکاسی صریح و نوگرایی قرار داشت. او را از پیشگامان عکاسی هنرهای زیبا در سال‌های بین دو جنگ جهانی، در وین، می‌دانند.کوپیتز بیش از هر چیز به خاطر شمایل‌نگاری‌های خود، دو اثر به نام‌هایBewegungsstudie, و "Motion Study" و همچنین آثار برهنه‌گرایانه‌اش معروف است.

## زندگی
رودولف در خانواده‌ای پیرو پروتستانتیسم در روستایی به نام شریبرسیفن، حوالی شهرستان فرودنتال، در سیلیزیا که امروزه جزء جمهوری چک شده، به دنیا آمد. او در سال ۱۸۹۷ کار عکاسی را تحت نظر رابرت روتر، اهل فرودنتال، آغاز کرد. او در سال ۱۹۱۲ کار عکاسی در یک استودیو کوچک را رها کرد تا برای آموزش به اتریش رود.
آثار اولیهٔ کوپیتز بسیار متأثر از معلم چکی نمادگرای عکاسی او کارل نوواک، و سبک جدایی وین است. هنگامی که کوپیتز در وین کار عکاسی می‌کرد، عکس‌هایی از شهر - مانند کلیسای جامع سنت اشتفان، وین، کلیسای کارل - برداشت و در سفر به دهات مجاری، از قایق‌های ماهی‌گیری در دلفت، از نمای شهر درسدن و آلپ تصاویری برداشت .— The Brown University News Bureau

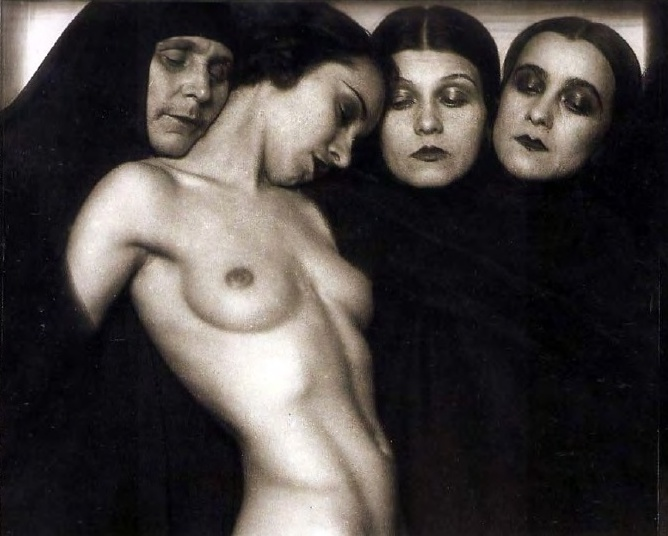
Composition c. 1927

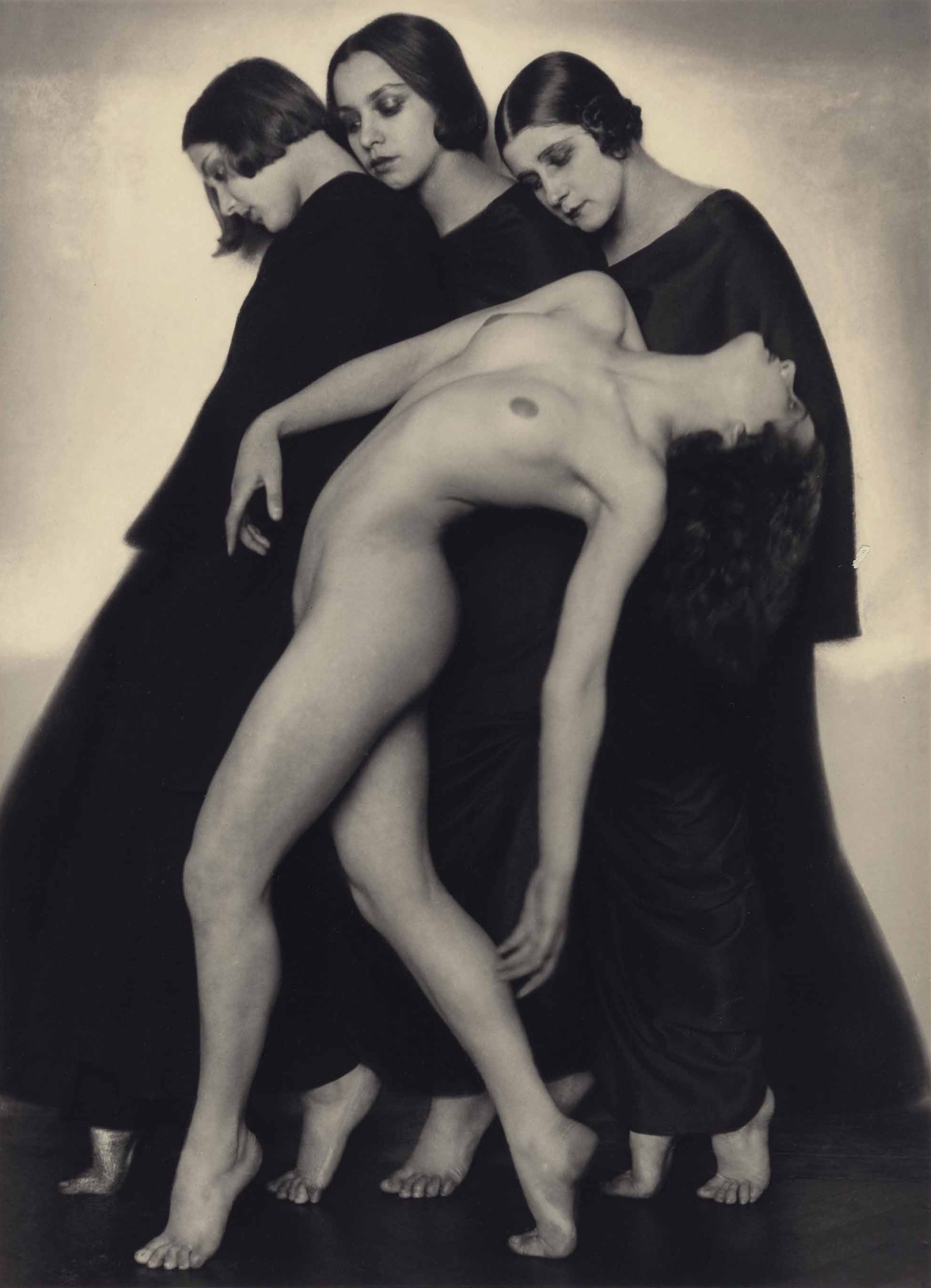
مطالعهٔ حرکت، نام عکسی سیاه‌وسفید از رودولف کوپیتز به‌سال ۱۹۲۵ میلادی و یکی از مشهورترین آثار وی است. این اثر نمونه‌ای اولیه از سبک عکاسی هنرهای زیبا است.

آموزش او در انستیو با شروع جنگ جهانی اول نیمه‌کاره ماند و او با دوربینش راهی جبهه شد تا نقش عکاس موقعیت هوایی را بگیرد. هنگامی که کوپیتز برای ارتش عکاسی نمی‌کرد، وقت خود را صرف مستند کردن زندگی سربازان و جوامع افرادی کرد که با آنها در تماس بود. عکس‌های این دوره به دلیل استفاده کوپیتز از نور، خورشید، ابرها و غبار برای بیان احساسات مردم جالب توجهند.
پس از جنگ، کوپیتز برای تدریس عکاسی به مؤسسه بازگشت و در آنجا در سال ۱۹۲۳ خود نگارهٔ برهنه‌ای را به نام «در بوسوم طبیعت» گرفت، که در آن خودش را با تنه‌های درخت، صخره‌ها و کوه‌های برفی قاب‌بندی کرد و اینچنین رویاپردازی نمود. هارمونی این تصویر یادآور نقاشی‌های نمادگرایی و گرافیک‌آرت است. حدود سال ۱۹۲۵ او معروف‌ترین آثارش، Bewegungsstudieو "Motion Study"، را ساخت که چند رقاص اپرا ایالتی وین; و یک دختر روس به نام کلودیا ایساتچنکو در آن لخت است.